# Jekaterina Wladimirowna Jegorowa
Jekaterina Wladimirowna Jegorowa (russisch Екатерина Владимировна Егорова; * 21. Februar 1956 in Moskau) ist eine  sowjetische bzw. russische Psychologin, Politologin und Hochschullehrerin.

## Leben
Das Studium an der Lomonossow-Universität Moskau in der Psychologie-Fakultät schloss Jegorowa 1978 ab. Es folgte die Aspirantur am Psychologie-Institut der Akademie der Wissenschaften der UdSSR (AN-SSSR, seit 1991 Russische Akademie der Wissenschaften (RAN)). Dort verteidigte sie 1981 ihre Kandidat-Dissertation mit einer psychologischen Untersuchung des außenpolitischen Entscheidungsprozesses in internationalen Krisensituationen mit Erfolg für die Promotion zur Kandidatin der psychologischen Wissenschaften.
Darauf arbeitete Jegorowa bis 1996 als wissenschaftliche Mitarbeiterin im USA-Kanada-Institut der AN-SSSR/RAN. Sie studierte die politische Psychologie führender ausländischer Politiker. Sie verteidigte 1993 erfolgreich ihre Doktor-Dissertation über den Persönlichkeitsfaktor in der Außenpolitik der USA in den 1960er bis 1990er Jahren für die Promotion zur Doktorin der politischen Wissenschaften. Sie wurde nun Leiterin des Sektors für Politische Psychologie.
Seit 1989 hat Jegorowa an allen Parlamentswahlkampagnen in Russland teilgenommen und berät seit 1989 in- und ausländische Politiker aller Rangstufen. Sie wurde 1992 Vorsitzende des Gründerrats des Zentrums für Politische Beratung Nikkolo M (wohl im Hinblick auf Niccolò Machiavelli). Sie wurde Direktorin für Psychologie und politische Werbung und dann Präsidentin des Zentrums (2006). Bei der Präsidentschaftswahl in Russland 1996 war sie Image-Beraterin Boris Jelzins.
Von 2008 bis 2011 lehrte Jegorowa als Professorin an der Wirtschaftshochschule Moskau und leitete den Lehrstuhl für Theorie und Praxis der Werbung. Sie ist Mitglied der International Association of Applied Psychology, der International Public Relations Association, der Counselors Academy, der Public Relations Society of America und der American Association of Political Consultants.

## Ehrungen, Preise
- Nationalpreis Silberner Bogenschütze im Bereich Entwicklung der Öffentlichkeitsarbeit für die beste Arbeit zur Public-Relations-Theorie (1999, 2004)[1]